# Cleocnemis
Cleocnemis là một chi nhện trong họ Philodromidae.